# Шемяковское сельское поселение
Шемяковское се́льское поселе́ние — муниципальное образование в Мамадышском районе Татарстана Российской Федерации.
Административный центр — деревня Шемяк.

## История
Статус и границы сельского поселения установлены Законом Республики Татарстан от 31 января 2005 года № 35-ЗРТ «Об установлении границ территорий и статусе муниципального образования "Мамадышский муниципальный район" и муниципальных образований в его составе».

## Население
| 2010 | 2011 | 2012 | 2013 | 2014 | 2015 | 2016 |
| ---- | ---- | ---- | ---- | ---- | ---- | ---- |
| 530  | ↘527 | ↘518 | ↘507 | ↘499 | ↘490 | ↗491 |
| 2017 | 2018 |      |      |      |      |      |
| ↘488 | →488 |      |      |      |      |      |

## Состав сельского поселения
| № | Населённый пункт | Тип населённого пункта          | Население |
| - | ---------------- | ------------------------------- | --------- |
| 1 | Старая Чабья     | деревня                         |           |
| 2 | Шемяк            | деревня, административный центр |           |